# 6 Heures de Silverstone 2012
Navigation
Édition précédente Édition suivante
Les 6 Heures de Silverstone 2012 sont la 25e édition de l'épreuve. Ils ont été remportées le 26 août 2012 par la No 1 du Audi Sport Team Joest de André Lotterer, Marcel Fässler et Benoît Tréluyer.

## Circuit
Les 6 Heures de Silverstone 2012 se déroulent sur le Circuit de Silverstone en Angleterre. Il est caractérisé par ses courbes rapides, comme l'enchaînement Maggots-Becketts-Chapel très sélectif, suivi d'une longue ligne droite jusqu'au virage Stowe. Ce site est ancré dans la compétition automobile; néanmoins il a connu plus de 10 modifications de son tracé, la dernière datant de 2010. Ce circuit est célèbre car il accueille la Formule 1, dont la première manche s'est déroulée sur ce circuit.

## Qualifications
Voici le classement officiel au terme des qualifications. Les premiers de chaque catégorie sont signalés par un fond jauni.
| Pos | Cat     | Équipe                        | Pilote               | Temps          | Grille |
| --- | ------- | ----------------------------- | -------------------- | -------------- | ------ |
| 1   | LMP1    | no 1 Audi Sport Team Joest    | Benoît Tréluyer      | 1 min 43 s 663 | 1      |
| 2   | LMP1    | no 2 Audi Sport Team Joest    | Allan McNish         | 1 min 43 s 673 | 2      |
| 3   | LMP1    | no 7 Toyota Racing            | Nicolas Lapierre     | 1 min 44 s 441 | 3      |
| 4   | LMP1    | no 21 Strakka Racing          | Danny Watts          | 1 min 46 s 160 | 4      |
| 5   | LMP1    | no 12 Rebellion Racing        | Neel Jani            | 1 min 46 s 207 | 5      |
| 6   | LMP1    | no 13 Rebellion Racing        | Andrea Belicchi      | 1 min 46 s 234 | 6      |
| 7   | LMP1    | no 22 JRM Racing              | Karun Chandhok       | 1 min 46 s 758 | 7      |
| 8   | LMP2    | no 42 Greaves Motorsport      | Alex Brundle         | 1 min 49 s 964 | 8      |
| 9   | LMP2    | no 44 Starworks Motorsport    | Stéphane Sarrazin    | 1 min 49 s 997 | 9      |
| 10  | LMP2    | no 25 ADR (en)-Delta          | John Martin          | 1 min 50 s 129 | 10     |
| 11  | LMP2    | no 38 Jota                    | Nicolas Minassian    | 1 min 50 s 165 | 11     |
| 12  | LMP2    | no 48 Murphy Prototypes       | Brendon Hartley      | 1 min 50 s 250 | 12     |
| 13  | LMP2    | no 23 Signatech-Nissan        | Franck Mailleux      | 1 min 50 s 624 | 13     |
| 14  | LMP2    | no 32 Lotus                   | James Rossiter       | 1 min 50 s 688 | Stand  |
| 15  | LMP2    | no 49 Pecom Racing            | Pierre Kaffer        | 1 min 50 s 775 | 14     |
| 16  | LMP2    | no 35 OAK Racing              | Bertrand Baguette    | 1 min 50 s 851 | 15     |
| 17  | LMP2    | no 30 Status GP               | Alexander Sims       | 1 min 50 s 919 | 16     |
| 18  | LMP2    | no 41 Greaves Motorsport      | Elton Julian         | 1 min 50 s 993 | 17     |
| 19  | LMP2    | no 24 OAK Racing              | Matthieu Lahaye      | 1 min 51 s 283 | 18     |
| 20  | LMP2    | no 26 Signatech-Nissan        | Pierre Ragues        | 1 min 51 s 942 | 19     |
| 21  | LMP2    | no 31 Lotus                   | Thomas Holzer (en)   | 1 min 53 s 349 | 20     |
| 22  | LMP2    | no 29 Gulf Racing Middle East | Fabien Giroix        | 1 min 54 s 476 | 21     |
| 23  | GTE Pro | no 77 Team Felbermayr-Proton  | Richard Lietz        | 2 min 09 s 564 | 22     |
| 24  | GTE Pro | no 66 JMW Motorsport          | James Walker         | 2 min 10 s 018 | 23     |
| 25  | GTE Pro | no 51 AF Corse                | Gianmaria Bruni      | 2 min 10 s 481 | 24     |
| 26  | GTE Am  | no 98 Aston Martin Racing     | Stuart Hall          | 2 min 12 s 525 | 25     |
| 27  | GTE Am  | no 88 Team Felbermayr-Proton  | Paolo Ruberti        | 2 min 12 s 965 | 26     |
| 28  | GTE Pro | no 97 Aston Martin Racing     | Stefan Mücke         | 2 min 14 s 150 | 27     |
| 29  | GTE Pro | no 71 AF Corse                | Andrea Bertolini     | 2 min 15 s 153 | 28     |
| 30  | GTE Am  | no 61 AF Corse-Waltrip        | Marco Cioci          | 2 min 15 s 491 | 29     |
| 31  | GTE Am  | no 57 Krohn Racing            | Michele Rugolo       | 2 min 15 s 608 | 30     |
| 32  | GTE Am  | no 55 JWA-Avila               | Joël Camathias       | 2 min 16 s 466 | 31     |
| 33  | GTE Am  | no 99 Aston Martin Racing     | Jonathan Adam        | 2 min 16 s 717 | 32     |
| 34  | GTE Am  | no 50 Larbre Compétition      | Fernando Rees        | 2 min 16 s 907 | 33     |
| 35  | GTE Am  | no 70 Larbre Compétition      | Jean-Philippe Belloc | 2 min 17 s 261 | 34     |

## Résultats
Voici le classement officiel au terme de la course.
- Les premiers de chaque catégorie du championnat du monde sont signalés par un fond jaune.
- Pour la colonne Pneus, il faut passer le curseur au-dessus du modèle pour connaître le manufacturier de pneumatiques.

| Pos        | Cat       | n° | Équipe                  | Pilotes                                                      | Châssis                                  | Pneus | Tours |
| Pos        | Cat       | n° | Équipe                  | Pilotes                                                      | Moteur                                   | Pneus | Tours |
| ---------- | --------- | -- | ----------------------- | ------------------------------------------------------------ | ---------------------------------------- | ----- | ----- |
| 1          | LMP1      | 1  | Audi Sport Team Joest   | André Lotterer Marcel Fässler Benoît Tréluyer                | Audi R18 e-tron quattro                  | M     | 194   |
| 1          | LMP1      | 1  | Audi Sport Team Joest   | André Lotterer Marcel Fässler Benoît Tréluyer                | Audi TDI 3,7 L Turbo V6 (Hybride Diesel) | M     | 194   |
| 2          | LMP1      | 7  | Toyota Racing           | Alexander Wurz Kazuki Nakajima Nicolas Lapierre              | Toyota TS030 Hybrid                      | M     | 194   |
| 2          | LMP1      | 7  | Toyota Racing           | Alexander Wurz Kazuki Nakajima Nicolas Lapierre              | Toyota 3,4 L V8 (Hybride)                | M     | 194   |
| 3          | LMP1      | 2  | Audi Sport Team Joest   | Allan McNish Tom Kristensen                                  | Audi R18 Ultra                           | M     | 194   |
| 3          | LMP1      | 2  | Audi Sport Team Joest   | Allan McNish Tom Kristensen                                  | Audi TDI 3,7 L Turbo V6 (Diesel)         | M     | 194   |
| 4          | LMP1      | 13 | Rebellion Racing        | Andrea Belicchi Harold Primat                                | Lola B12/60                              | M     | 189   |
| 4          | LMP1      | 13 | Rebellion Racing        | Andrea Belicchi Harold Primat                                | Toyota RV8KLM 3,4 L V8                   | M     | 189   |
| 5          | LMP1      | 21 | Strakka Racing          | Nick Leventis Jonny Kane Danny Watts                         | HPD ARX-03a                              | M     | 189   |
| 5          | LMP1      | 21 | Strakka Racing          | Nick Leventis Jonny Kane Danny Watts                         | Honda LM-V8 3.4L V8                      | M     | 189   |
| 6          | LMP1      | 12 | Rebellion Racing        | Nicolas Prost Neel Jani                                      | Lola B12/60                              | M     | 189   |
| 6          | LMP1      | 12 | Rebellion Racing        | Nicolas Prost Neel Jani                                      | Toyota RV8KLM 3,4 L V8                   | M     | 189   |
| 7          | LMP1      | 22 | JRM Racing              | Peter Dumbreck David Brabham Karun Chandhok                  | HPD ARX-03a                              | M     | 187   |
| 7          | LMP1      | 22 | JRM Racing              | Peter Dumbreck David Brabham Karun Chandhok                  | Honda LM-V8 3.4L V8                      | M     | 187   |
| 8          | LMP2      | 25 | ADR (en)-Delta          | John Martin Tor Graves Jan Charouz                           | Oreca 03                                 | D     | 183   |
| 8          | LMP2      | 25 | ADR (en)-Delta          | John Martin Tor Graves Jan Charouz                           | Nissan VK45DE 4,5 L V8                   | D     | 183   |
| 9          | LMP2      | 44 | Starworks Motorsport    | Ryan Dalziel Enzo Potolicchio Stéphane Sarrazin              | HPD ARX-03b                              | D     | 183   |
| 9          | LMP2      | 44 | Starworks Motorsport    | Ryan Dalziel Enzo Potolicchio Stéphane Sarrazin              | Honda HR28TT 2,8 L Turbo V6              | D     | 183   |
| 10         | LMP2      | 26 | Signatech-Nissan        | Pierre Ragues Nelson Panciatici Roman Rusinov                | Oreca 03                                 | D     | 183   |
| 10         | LMP2      | 26 | Signatech-Nissan        | Pierre Ragues Nelson Panciatici Roman Rusinov                | Nissan VK45DE 4,5 L V8                   | D     | 183   |
| 11         | LMP2      | 49 | Pecom Racing            | Luís Pérez Companc Soheil Ayari Pierre Kaffer                | Oreca 03                                 | D     | 182   |
| 11         | LMP2      | 49 | Pecom Racing            | Luís Pérez Companc Soheil Ayari Pierre Kaffer                | Nissan VK45DE 4,5 L V8                   | D     | 182   |
| 12         | LMP2      | 42 | Greaves Motorsport      | Martin Brundle Alex Brundle Lucas Ordóñez                    | Zytek Z11SN                              | D     | 182   |
| 12         | LMP2      | 42 | Greaves Motorsport      | Martin Brundle Alex Brundle Lucas Ordóñez                    | Nissan VK45DE 4,5 L V8                   | D     | 182   |
| 13         | LMP2      | 24 | OAK Racing              | Jacques Nicolet Olivier Pla Matthieu Lahaye                  | Morgan LMP2                              | D     | 182   |
| 13         | LMP2      | 24 | OAK Racing              | Jacques Nicolet Olivier Pla Matthieu Lahaye                  | Nissan VK45DE 4,5 L V8                   | D     | 182   |
| 14         | LMP2      | 38 | Jota                    | Simon Dolan Sam Hancock Nicolas Minassian                    | Zytek Z11SN                              | D     | 182   |
| 14         | LMP2      | 38 | Jota                    | Simon Dolan Sam Hancock Nicolas Minassian                    | Nissan VK45DE 4,5 L V8                   | D     | 182   |
| 15         | LMP2      | 30 | Status Grand Prix       | Alexander Sims Maxime Jousse (pt) Julien Jousse              | Lola B12/80                              | D     | 181   |
| 15         | LMP2      | 30 | Status Grand Prix       | Alexander Sims Maxime Jousse (pt) Julien Jousse              | Judd HK 3,6 L V8                         | D     | 181   |
| 16         | LMP2      | 48 | Murphy Prototypes       | Warren Hughes Jody Firth Brendon Hartley                     | Oreca 03                                 | D     | 180   |
| 16         | LMP2      | 48 | Murphy Prototypes       | Warren Hughes Jody Firth Brendon Hartley                     | Nissan VK45DE 4,5 L V8                   | D     | 180   |
| 17         | LMP2      | 35 | OAK Racing              | Bertrand Baguette Dominik Kraihamer David Heinemeier Hansson | Morgan LMP2                              | D     | 176   |
| 17         | LMP2      | 35 | OAK Racing              | Bertrand Baguette Dominik Kraihamer David Heinemeier Hansson | Nissan VK45DE 4,5 L V8                   | D     | 176   |
| 18         | LMP2      | 29 | Gulf Racing Middle East | Fabien Giroix Keiko Ihara (en) Jean-Denis Delétraz           | Lola B12/80                              | D     | 176   |
| 18         | LMP2      | 29 | Gulf Racing Middle East | Fabien Giroix Keiko Ihara (en) Jean-Denis Delétraz           | Nissan VK45DE 4,5 L V8                   | D     | 176   |
| 19         | LMP2      | 31 | Lotus                   | Thomas Holzer Mirco Schultis Christijan Albers               | Lola B12/80                              | D     | 174   |
| 19         | LMP2      | 31 | Lotus                   | Thomas Holzer Mirco Schultis Christijan Albers               | Lotus 3,6 L V8                           | D     | 174   |
| 20         | LMP2      | 41 | Greaves Motorsport      | Christian Zugel Ricardo González Elton Julian                | Zytek Z11SN                              | D     | 173   |
| 20         | LMP2      | 41 | Greaves Motorsport      | Christian Zugel Ricardo González Elton Julian                | Nissan VK45DE 4,5 L V8                   | D     | 173   |
| 21         | LMGTE Pro | 51 | AF Corse                | Giancarlo Fisichella Gianmaria Bruni                         | Ferrari 458 Italia GT2                   | M     | 171   |
| 21         | LMGTE Pro | 51 | AF Corse                | Giancarlo Fisichella Gianmaria Bruni                         | Ferrari 4,5 L V8                         | M     | 171   |
| 22         | LMGTE Pro | 66 | JMW Motorsport          | James Walker Jonny Cocker                                    | Ferrari 458 Italia GT2                   | D     | 169   |
| 22         | LMGTE Pro | 66 | JMW Motorsport          | James Walker Jonny Cocker                                    | Ferrari 4,5 L V8                         | D     | 169   |
| 23         | LMGTE Pro | 97 | Aston Martin Racing     | Stefan Mücke Adrián Fernández Darren Turner                  | Aston Martin Vantage GTE                 | M     | 169   |
| 23         | LMGTE Pro | 97 | Aston Martin Racing     | Stefan Mücke Adrián Fernández Darren Turner                  | Aston Martin 4,5 L V8                    | M     | 169   |
| 24         | LMGTE Am  | 61 | AF Corse-Waltrip        | Piergiuseppe Perazzini Marco Cioci Matt Griffin              | Ferrari 458 Italia GT2                   | M     | 166   |
| 24         | LMGTE Am  | 61 | AF Corse-Waltrip        | Piergiuseppe Perazzini Marco Cioci Matt Griffin              | Ferrari 4,5 L V8                         | M     | 166   |
| 25         | LMGTE Am  | 88 | Team Felbermayr-Proton  | Christian Ried Gianluca Roda Paolo Ruberti                   | Porsche 911 GT3 RSR (997)                | M     | 166   |
| 25         | LMGTE Am  | 88 | Team Felbermayr-Proton  | Christian Ried Gianluca Roda Paolo Ruberti                   | Porsche 4,0 L Flat-6                     | M     | 166   |
| 26         | LMGTE Am  | 57 | Krohn Racing            | Tracy Krohn Niclas Jönsson Michele Rugolo                    | Ferrari 458 Italia GT2                   | M     | 165   |
| 26         | LMGTE Am  | 57 | Krohn Racing            | Tracy Krohn Niclas Jönsson Michele Rugolo                    | Ferrari 4,5 L V8                         | M     | 165   |
| 27         | LMGTE Pro | 77 | Team Felbermayr-Proton  | Marc Lieb Richard Lietz                                      | Porsche 911 GT3 RSR (997)                | M     | 164   |
| 27         | LMGTE Pro | 77 | Team Felbermayr-Proton  | Marc Lieb Richard Lietz                                      | Porsche 4,0 L Flat-6                     | M     | 164   |
| 28         | LMGTE Am  | 98 | Aston Martin Racing     | Roald Goethe Stuart Hall                                     | Aston Martin Vantage GTE                 | M     | 163   |
| 28         | LMGTE Am  | 98 | Aston Martin Racing     | Roald Goethe Stuart Hall                                     | Aston Martin 4,5 L V8                    | M     | 163   |
| 29         | LMGTE Am  | 70 | Larbre Compétition      | Pascal Gibon Christophe Bourret Jean-Philippe Belloc         | Chevrolet Corvette C6.R                  | M     | 162   |
| 29         | LMGTE Am  | 70 | Larbre Compétition      | Pascal Gibon Christophe Bourret Jean-Philippe Belloc         | Chevrolet 5,5 L V8                       | M     | 162   |
| 30         | LMGTE Am  | 55 | JWA-Avila               | Paul Daniels Joël Camathias Markus Palttala                  | Porsche 911 GT3 RSR (997)                | P     | 161   |
| 30         | LMGTE Am  | 55 | JWA-Avila               | Paul Daniels Joël Camathias Markus Palttala                  | Porsche 4,0 L Flat-6                     | P     | 161   |
| 31 Abandon | LMGTE Pro | 71 | AF Corse                | Andrea Bertolini Olivier Beretta                             | Ferrari 458 Italia GT2                   | M     | 168   |
| 31 Abandon | LMGTE Pro | 71 | AF Corse                | Andrea Bertolini Olivier Beretta                             | Ferrari 4,5 L V8                         | M     | 168   |
| 32 Abandon | LMGTE Am  | 99 | Aston Martin Racing     | Jonathan Adam Andrew Howard Paul White                       | Aston Martin Vantage GTE                 | M     | 157   |
| 32 Abandon | LMGTE Am  | 99 | Aston Martin Racing     | Jonathan Adam Andrew Howard Paul White                       | Aston Martin 4,5 L V8                    | M     | 157   |
| 33 Abandon | LMP2      | 23 | Signatech-Nissan        | Franck Mailleux Jordan Tresson Olivier Lombard               | Oreca 03                                 | D     | 135   |
| 33 Abandon | LMP2      | 23 | Signatech-Nissan        | Franck Mailleux Jordan Tresson Olivier Lombard               | Nissan VK45DE 4,5 L V8                   | D     | 135   |
| 34 Abandon | LMP2      | 32 | Lotus                   | Kevin Weeda Vitantonio Liuzzi James Rossiter                 | Lola B12/80                              | D     | 26    |
| 34 Abandon | LMP2      | 32 | Lotus                   | Kevin Weeda Vitantonio Liuzzi James Rossiter                 | Lotus 3,6 L V8                           | D     | 26    |
| Exclu      | LMGTE Am  | 50 | Larbre Compétition      | Patrick Bornhauser Julien Canal Fernando Rees                | Chevrolet Corvette C6.R                  | M     | –     |
| Exclu      | LMGTE Am  | 50 | Larbre Compétition      | Patrick Bornhauser Julien Canal Fernando Rees                | Chevrolet 5,5 L V8                       | M     | –     |